# Fear of Music
Fear of Music — третій студійний альбом американського нью вейв-гурту Talking Heads, випущений 3 серпня 1979 року лейблом Sire Records. Він був записаний у нью-йоркських студіях протягом квітня і травня 1979 року, а продюсерами виступили Браян Іно та Talking Heads. Альбом досяг 21 місця в чарті Billboard 200 і 33 місця в UK Albums Chart. До нього увійшли сингли «Life During Wartime», «I Zimbra» та «Cities».
Fear of Music мав схвальні відгуки критиків. Схвалення зосереджено на його нетрадиційних ритмах і ліриці фронтмена Девіда Бірна. Альбом часто вважають одним з найкращих релізів Talking Heads, і він увійшов до списків найкращих альбомів усіх часів за версією кількох видань.

## Передумови
Другий альбом Talking Heads More Songs About Buildings and Food, випущений у 1978 році, розширив звукову палітру гурту. До платівки увійшов хітовий сингл, кавер на пісню Ела Гріна «Take Me to the River», який приніс квартету комерційну популярність. У березні 1979 року учасники гурту виконали пісню на загальнонаціональному американському музичному шоу American Bandstand. Через кілька днів після виступу учасники гурту вирішили, що більше не хочуть, аби їх розглядали як «машину для випуску синглів».
Навесні 1979 року Talking Heads почали репетирувати демо-треки без продюсера у нью-йоркській студії. У музичному плані гурт хотів розширити «тонко замасковані» диско-ритми, присутні у More Songs About Buildings and Food, зробивши їх більш помітними у міксах нових пісень. Ці плани щодо запису були відкладені після того, як квартет не був задоволений результатами. Тоді вирішили репетирувати у лофті барабанщика Кріса Франца та басистки Тіни Веймут у Лонг-Айленд-Сіті, Квінз, де учасники гурту грали без контракту в середині 1970-х років. На допомогу був запрошений Браян Іно, який продюсував альбом More Songs About Buildings and Food.

## Запис і створення
22 квітня та 6 травня 1979 року команда звукорежисерів у фургоні Record Plant припаркувалася біля будинку Франца та Веймут і провела кабелі через вікно їхнього горища. За ці два дні Talking Heads записали основні треки з Іно.
Пізніше Веймут заявила, що почуття ритму Бірна «божевільне, але фантастичне», і що він був ключем до драйву гурту під час домашніх сесій. У міру того, як пісні розвивалися, учасникам гурту ставало легше працювати. Іно відіграв важливу роль у формуванні їхнього звучання та впевненості у записі, а також працював над електронною обробкою треків.

## Композиція
Fear of Music значною мірою побудований на еклектичному поєднанні ритмів диско, кінематографічних звукових пейзажів і традиційних елементів рок-музики.
Натхненням для створення альбому, особливо «Life During Wartime», Бірн вважає життя на Авеню А в Іст-Вілледж. Замість того, щоб включити персонажів у суспільство, як це було в More Songs About Buildings and Food, Бірн вирішив помістити їх наодинці в антиутопічні ситуації. Веймут спочатку скептично поставилася до нових композицій Бірна, але фронтмен зумів її переконати.
Перший трек альбому «I Zimbra» написана під впливом афробіту і диско, включає гітарну партію Роберта Фріппа і фоновий спів асистента звукорежисера Джулі Ласт. Безглуздий текст пісні заснований на вірші «Gadji beri bimba» німецького письменника-дадаїста Гуго Болла. Учасник гурту Джеррі Гаррісон говорив, що ця пісня вплинула на те, що гурт зробив на своєму наступному альбомі Remain in Light (1980).
«Cities» детально описує пошук ідеального міського поселення для життя, і створена завдяки любові Talking Heads до міських будинків, особливо на Мангеттені. «Paper» порівнює любовні стосунки з простим аркушем паперу. У «Life During Wartime» Бірн зображує себе «негероїчним міським партизаном», який відрікся від вечірок, виживає на базових продуктах, таких як арахісова паста, і чує чутки про поставки зброї та імпровізовані цвинтарі. Персонаж пов'язаний лише з неминучим крахом своєї цивілізації. Бірн вважав цього персонажа «пристойним і правдоподібним». «Air» — це пісня-протест проти атмосфери, ідея, яку Бірн не вважає «жартом». Натхненний Тригрошовою оперою Бертольта Брехта і Курта Вайля, автор тексту хотів створити меланхолійний і зворушливий трек про людину, яка відчуває себе настільки пригніченою, що навіть дихати стає боляче.

## Оформлення
Дизайн обкладинки альбому розробив Гаррісон. Вона повністю чорна і прикрашена рельєфним візерунком, що нагадує зовнішній вигляд і текстуру металевої підлоги з протекторами, відображаючи урбаністичну тематику альбому. Решта обкладинки була створена Бірном і включає термочутливу фотографію, створену Джиммі Гарсіа за допомогою доктора Філіпа Стракса. Дизайн був номінований на премію Ґреммі 1980 року за Найкраще оформлення альбому. Гаррісон запропонував гурту «смішну» назву; за словами Веймут, вона була прийнята, оскільки «відповідала» тематиці альбому та стресу, який відчував квартет під час його створення.

## Промо і реліз
Після завершення роботи над Fear of Music Talking Heads у червні 1979 року вирушили у своє перше турне по Тихоокеанському регіону, відігравши концерти в Новій Зеландії, Австралії, Японії та на Гавайських островах. Альбом вийшов у світ 3 серпня.
Тур по США з метою демонстрації нового матеріалу завершився у серпні 1979 році. У той час Бірн сказав Rolling Stone: «Ми в кумедному становищі. Нам би не сподобалося робити музику, яку неможливо слухати, але ми не хочемо йти на компроміс заради популярності». У вересні гурт розділив місце хедлайнера з Ван Моррісоном і The Chieftains на Единбурзькому фестивалі, а до кінця року вирушив у промо-турне по Європі.

## Відгуки критиків
Альбом був добре прийнятий рецензентами. Джон Парелес, який писав у Rolling Stone, був вражений його «непохитними ритмами» та ліричними образами Бірна; він зробив висновок: «Fear of Music часто навмисно, блискуче дезорієнтує. Як і його чорна гофрована упаковка (яка нагадує кришку каналізаційного люка), альбом є зловісним, неминуче урбаністичним і одержимим текстурою.» Джон Роквелл з The New York Times припустив, що альбом не був звичайним рок-релізом, а Стефані Пліт з Daily Collegian прокоментувала, що він продемонстрував позитивний прогрес у музичному стилі Talking Heads. Роберт Крістгау, пишучи в The Village Voice, похвалив «грубувату дивакуватість» альбому, але зазначив, що «трохи підсолодити його не завадило б». Річард Кромелін з Los Angeles Times був вражений «приголомшливим вокалом Бірна» та його нюансами і назвав Fear of Music «квантовим стрибком» для гурту. Том Бентковскі з New York Magazine підсумував: «Але, мабуть, найголовніша причина успіху альбому — це його антиелітарність, яка справді відчувається в його звучанні. Talking Heads були достатньо розумні, щоб зробити інтелектуальне заразливим і навіть танцювальним».
У ретроспективних оглядах AllMusic Вільям Рульманн вважав, що Fear of Music був «нерівним, перехідним альбомом», але, тим не менш, стверджував, що він включає пісні, які відповідають якості найкращих робіт гурту. У 1995 році у Spin Alternative Record Guide Джефф Саламон назвав його найбільш музично різноманітною пропозицією Talking Heads. У рецензії 2003 року Кріс Сміт з журналу Stylus Magazine похвалив персонажі Бірна та стилізовану техніку продюсування Іно. У виданні The Rough Guide to Rock, опублікованому того ж року, Енді Сміт дійшов висновку, що альбом є сильним кандидатом на звання найкращої платівки 1970-х років, оскільки він «насичений гуками, рифами та вбивчими рядками».

### Комерційний успіх
Fear of Music отримав золотий сертифікат Американської асоціації звукозапису 17 вересня 1985 року, після того, як у США було продано понад 500 000 копій.

### Нагороди
Fear of Music був названий найкращим альбомом 1979 року за версією NME, Melody Maker та Los Angeles Times. The New York Times включив його до свого ненумерованого шорт-листа 10 найкращих записів, виданих того року. Sounds помістив альбом на друге місце у своєму списку «Best of 1979», після релізу гурту The Specials. Він посів четверте місце в опитуванні критиків Pazz & Jop 1979 року, яке проводив The Village Voice, що підсумовує голоси сотень відомих рецензентів.
У 1985 році NME помістив Fear of Music на 68 місце у своєму авторському списку «100 найкращих альбомів усіх часів». 1987 року Rolling Stone помістив його на 94 місце у списку найкращих альбомів попередніх 20 років. 1999 року він потрапив на 33 місце у списку «100 найкращих альбомів, які не увійшли до інших 100 найкращих альбомів усіх часів» за версією газети The Guardian. У 2004 році Pitchfork розмістив альбом під номером 31 у своєму списку «100 найкращих альбомів 1970-х», а у 2005 році Channel 4 розмістив його під номером 76 у своєму списку «100 найкращих альбомів». Альбом також увійшов до книги 1001 альбом, які ви повинні почути, перш ніж померти.

## Трек-лист
Автор музики і слів Девід Бірн, крім зазначених окремо. 
| Сторона 1 | Сторона 1             | Сторона 1                                       | Сторона 1  |
| #         | Назва                 | Автор                                           | Тривалість |
| --------- | --------------------- | ----------------------------------------------- | ---------- |
| 1.        | «I Zimbra»            | Byrne, Браян Іно, Гуго Болл                     | 3:09       |
| 2.        | «Mind»                |                                                 | 4:13       |
| 3.        | «Paper»               |                                                 | 2:39       |
| 4.        | «Cities»              |                                                 | 4:10       |
| 5.        | «Life During Wartime» | Byrne, Кріс Франц, Джеррі Гаррісон, Тіна Веймут | 3:41       |
| 6.        | «Memories Can't Wait» | Byrne, Harrison                                 | 3:30       |

| Сторона 2 | Сторона 2         | Сторона 2      | Сторона 2  |
| #         | Назва             | Автор          | Тривалість |
| --------- | ----------------- | -------------- | ---------- |
| 1.        | «Air»             |                | 3:34       |
| 2.        | «Heaven»          | Бірн, Гаррісон | 4:01       |
| 3.        | «Animals»         |                | 3:30       |
| 4.        | «Electric Guitar» |                | 3:03       |
| 5.        | «Drugs»           | Бірн, Іно      | 5:10       |

- На оригінальному виданні LP авторство всіх пісень, окрім «I Zimbra», належало Девіду Бірну. Після скарг інших учасників гурту, титри були змінені на вищевказані на пізніших виданнях CD.
- Лімітований британський LP включав концертну версію «Psycho Killer» і «New Feeling» з альбому Talking Heads: 77 на бонусній 7-дюймовій платівці.

| Розширені бонусні треки перевидання компакт-диску | Розширені бонусні треки перевидання компакт-диску | Розширені бонусні треки перевидання компакт-диску | Розширені бонусні треки перевидання компакт-диску |
| #                                                 | Назва                                             | Автор                                             | Тривалість                                        |
| ------------------------------------------------- | ------------------------------------------------- | ------------------------------------------------- | ------------------------------------------------- |
| 12.                                               | «Dancing for Money» (Unfinished outtake)          |                                                   | 2:42                                              |
| 13.                                               | «Life During Wartime» (Alternate version)         | Бірн, Франц, Гаррісон, Веймут                     | 4:07                                              |
| 14.                                               | «Cities» (Alternate version)                      |                                                   | 5:30                                              |
| 15.                                               | «Mind» (Alternate version)                        |                                                   | 4:26                                              |

- Ремастеринг перевидання здійснив Енді Закс за допомогою гурту Talking Heads, а зведенням займався Браянн К'ю.
- DVD-частина європейського перевидання містить відеозаписи виступів гурту з піснями «I Zimbra» та «Cities» на німецькому музичному шоу Rockpop у 1980 році.

## Персоналії
| Talking Heads - Девід Бірн — вокал, гітара; бек-вокал («I Zimbra») - Джеррі Гаррісон — гітара, бек-вокал, клавішні - Тіна Веймут — бас-гітара, бек-вокал - Кріс Франц — барабани Додаткові музиканти - Браян Іно — електроніка; бек-вокал («I Zimbra»), додатковий вокал - Джин Вайлдер — конґи («I Zimbra», «Life During Wartime») - Арі — конґи («I Zimbra», «Life During Wartime») - Роберт Фріпп — гітара («I Zimbra») - The Sweetbreathes (Лані Веймут, Лора Веймут, Тіна Веймут) — бек-вокал («Air») - Джулі Ласт — бек-вокал («I Zimbra») - Хасам Рамзі — сурдо («I Zimbra») - Абду М'Буп — джембе, розмовляючий барабан («I Zimbra») - Ассан Тіам — перкусія («I Zimbra») Птахи на «Drugs» були записані парку Лоун Пайн Коала, Брисбен, Австралія | Технічний персонал - Браян Іно — продюсер - Talking Heads — продюсування - Род О'Браян — інженер - Дейв Г'юїт — інженерна команда - Fred Ridder — інженерна команда - Філ Гітомер — інженерна команда - Кустер Макаллістер — інженерна команда - Джо Барбарія — інженер - Кріс Мартінес — асистент інженера - Том Гейд — асистент інженера - Ніл Тіман — інженер - Джулі Ласт — асистент інженера - Грег Калбі — мастеринг - Джеррі Гаррісон — концепція обкладинки - Джимі Гарсіа — термограф (термочутливе фото) - Доктора Філіп Стракс — термограф - Девід Бірн — концепція - Спенсер Дрейт — типографічний дизайн обкладинки/внутрішнього рукава |

## Чарти
| Чарт (1979)                           | Пікова позиція |
| ------------------------------------- | -------------- |
| Australian Albums (Kent Music Report) | 35             |
| Canadian Albums (RPM)                 | 27             |
| New Zealand Albums (RMNZ)             | 11             |
| UK Albums (OCC)                       | 33             |
| US Billboard 200                      | 21             |

| Чарт (2020)                        | Пікова позиція |
| ---------------------------------- | -------------- |
| Угорщина Hungarian Albums (MAHASZ) | 24             |

## Сертифікація та продажі
| Регіон | Сертифікація | Продажі  |
| --- | ------------ | -------- |
| Велика Британія (BPI) реліз 2006 року                                                                            | Срібний      | 60 000   |
| США (RIAA) | Золотий      | 500 000^ |
| ^відвантаження, що базуються лише на сертифікаціях · продажі+прослуховування, що базуються лише на сертифікаціях |              |          |